# Ortros
Órtros (em grego clássico: Ὄρθρος; romaniz.: Órthros – trad.: “crepúsculo, penumbra”) ou Ortos (em grego:   Ὄρθος, transl.: Órthos) era um cão bicéfalo da mitologia grega. Considerado o cão de guarda mais feroz da antiguidade, sua cauda era uma serpente. Sua mãe, Equidna, era uma mulher-serpente e seu pai, Tifão, possuía cabeça de cavalo. Órtros era irmão do cão Cérbero, que guardava o Hades e de Hidra.
Órtros era mascote de Gerião, gigante de três corpos, seis asas e seis braços, pastor de um dos maiores e melhores rebanhos de toda a África. Órtros vigiava seu gado vermelho, na ilha de Erítia, onde Héracles o matou, para cumprir o seu décimo trabalho. Há quem diga que o dono original de Ortros foi Atlas, o titã que carregava o Céu nos ombros. Conta-se que depois de ter sido morto por Héracles, Ortros ascendeu aos céus e transformou-se na estrela Sirius (Estrela do Cão), que é a estrela mais brilhante do céu noturno.

## Nome
Seu nome pode ser tanto "Orthrus" (Ὄρθρος) quanto "Orthus" (Ὄρθος). Hesíodo, a fonte mais antiga que temos sobre ele, o chama de "Orthus" na Teogonia, enquanto Apolodoro o chama de "Orthrus" na obra Biblioteca que lhe é atribuída. Em algumas traduções para o português, seu nome aparece como Ortro.